# Madonna del Parto (Veneziano)
 (février 2023).
Si vous disposez d'ouvrages ou d'articles de référence ou si vous connaissez des sites web de qualité traitant du thème abordé ici, merci de compléter l'article en donnant les références utiles à sa vérifiabilité et en les liant à la section « Notes et références ».
Pour les articles homonymes, voir Madonna del Parto.
La Madonna del Parto est une œuvre peinte d'Antonio Veneziano, exposée dans la Pieve de Montefiesole à Pontassieve en Toscane (Italie).

## Histoire
La peinture fut diversement attribuée avant le choix final de Veneziano :
Ainsi Nello Puccioni l'attribua à Giovanni Cimabue dit Gualtieri au début  des années 1900.
Une célébration en l'honneur de cette représentation de la Vierge eut lieu en 1723 pour remercier la Vierge d'avoir protégé la ville de la peste.

## Iconographie
C'est le cumul des iconographies qui retient l'attention dans  cette peinture : 
- C'est une Vierge annoncée,  vue pendant sa lecture,  après la venue de l'archange Gabriel, ange annonciateur (les lys qui l'entourent attestent de son passage).
- C'est un des rares exemples  de Virgo paritura (Vierge parturiente), précédant chronologiquement la Vierge à l'Enfant.
- C'est aussi une vierge d'humilité car elle est représentée non pas debout ou sur une chaise mais sur le sol, sur un coussin posé sur une tapisserie.

## Description
Dans un format vertical à haut cintré, la Vierge vêtue de rouge enveloppée dans une cape bleue, les cheveux tressés en couronne, tient son ventre rond de sa main droite, un livre ouvert  de sa main gauche. elle porte une auréole incisée sur le fond d'or.
Elle est assise à genoux sur un large coussin rouge posé au sol sur une tapisserie à petits motifs.
Elle est entourée à gauche et à droite de deux vases contenant des fleurs de lys.
Deux petites figures orantes représentées en buste sont posées en perspective inversée dans les coins du bas du tableau (des figures saintes ou les commanditaires ?).